# Jan Olsson (1944–2023)
Jan Viktor Olsson (ur. 18 marca 1944 w Kungshamn, zm. 19 maja 2023) – szwedzki piłkarz występujący na pozycji pomocnika. Trener piłkarski.

## Kariera klubowa
Olsson karierę rozpoczynał w sezonie 1965 w drugoligowym zespole GAIS. W debiutanckim sezonie awansował z nim do pierwszej ligi. Graczem GAIS był przez 5 sezonów. W 1969 roku przeszedł do niemieckiego Stuttgartu. W Bundeslidze zadebiutował 16 sierpnia 1969 w zremisowanym 1:1 pojedynku z Werderem Brema. 23 sierpnia 1969 w zremisowanym 1:1 spotkaniu z Duisburgiem strzelił pierwszego gola w Bundeslidze. W 1970 roku otrzymał nagrodę Guldbollen dla Szwedzkiego Piłkarza Roku. W Sttutgarcie spędził dwa sezony. Następnie wrócił do GAIS, z którym w sezonie 1971 awansował z drugiej ligi do pierwszej. W 1975 roku odszedł do innego pierwszoligowca, Örgryte IS. W sezonie 1976 spadł z nim do drugiej ligi, a w 1977 roku zakończył karierę.

## Kariera reprezentacyjna
W reprezentacji Szwecji Olsson zadebiutował 25 czerwca 1967 w zremisowanym 1:1 pojedynku Mistrzostw Nordyckich z Danią. W 1970 roku został powołany do kadry na Mistrzostwa Świata. Zagrał na nich w meczach z Włochami (0:1) oraz Izraelem (1:1), a Szwecja zakończyła turnieju na fazie grupowej.
26 maja 1971 w wygranym 1:0 meczu eliminacji Mistrzostw Europy 1972 z Austrią strzelił swojego jedynego gola w kadrze. W latach 1967–1973 w drużynie narodowej rozegrał 23 spotkania.